# Jan Cunningham
Pour les articles homonymes, voir Cunningham.
Pas d'image ? Cliquez ici

a Compétitions nationales et continentales officielles uniquement.

Dernière mise à jour le 13 septembre 2018.
Jan Cunningham, est né le 13 septembre 1974. C’est un joueur de rugby à XV, qui joue avec la province de l'Ulster de 1995 à 2003, évoluant au poste de centre ou d'ailier.

## Carrière
Jan Cunningham jouait avec la province de l'Ulster en Coupe d'Europe et en Celtic league. Il jouait dans ce club en 1999 lors de la victoire en Coupe d'Europe avec son frère plus jeune Bryn,.
Il a inscrit 7 essais en Coupe d'Europe et il a disputé 26 rencontres.

## Palmarès
- Vainqueur de la Coupe d'Europe en 1999 avec l'Ulster.